# Успение Богородично (Куклен)
„Успение Богородично“ е централна действаща църква на Куклен, която се намира в квартал „Банище“.